# Liste de personnalités liées à Perpignan
 (décembre 2023).
Si vous disposez d'ouvrages ou d'articles de référence ou si vous connaissez des sites web de qualité traitant du thème abordé ici, merci de compléter l'article en donnant les références utiles à sa vérifiabilité et en les liant à la section « Notes et références ».
Liste non exhaustive de personnalités liées à la ville française de Perpignan.

## Naissances à Perpignan
- Anne-Marie Antigo (1602-1676) : religieuse ;
- Manuel d'Aux Borrellas (?-1665) : militaire, chef de la cavalerie catalane ;
- Hyacinthe Rigaud (1659-1743) : peintre des portraits officiels de Louis XIV ;
- Joseph-Barthélemy-François Carrère (1740-1802) : médecin ;
- Jean-Baptiste François de Terrats (1740-1796), homme politique, député du Tiers-État aux États généraux de 1789.
- Laurent Fiocconi (1941- 2023) surnommé Lolo , Charlot ou encore El Mago : Membre de la French Connection
- Joseph Monroux (1767-1801) : général des armées de la République, décédé à Paris ;
- François de Fossa (1775-1849) : musicien et militaire français né à Perpignan ;
- Antoine Maurin (1793-1850), peintre et dessinateur lithographe ; frère du graveur Nicolas-Eustache Maurin ;
- Nicolas-Eustache Maurin (1799-1850), graveur ; frère du peintre Antoine Maurin ;
- Étienne Arago, (1802-1892) : écrivain et homme politique, maire de Paris au lendemain de la Commune à partir de 1870 ;
- Amédée Artus (1815-1892) : chef d'orchestre et compositeur ;
- Alexandre Artus (1821-1911) : chef d'orchestre et compositeur ;
- Albert Saisset, dit Oun Tal ou Un Tal, (1842-1894) : poète français d'expression catalane ;
- Louis Rousselet (1845-1929) : géographe, archéologue et photographe ;
- Charles Depéret (1854-1929) : géologue et paléontologue français ;
- Renée Vidal (1861-1911) : chanteuse d'opéra ;
- Albert Larrieu (1872-1925) : chanteur et auteur-compositeur ;
- Henry Dupuy-Mazuel 1885-1962) : romancier, dramaturge, journaliste et scénariste, directeur du Monde illustré ;
- André Marty (1886-1956) : homme politique ;
- Léon Comès (1889-1915) : champion cycliste, mort pour la France ;
- Félix Mercader (1892-1949) : maire à la Libération ;
- Carlo Schmid (1896-1979) : homme politique allemand ;
- Pierre Bourdan (1909-1948) : homme politique ;
- Robert Brasillach (1909-1945) : écrivain et journaliste, collaborateur exécuté pour « intelligence avec l’ennemi » ;
- René Ponramon (1914-1977), jeune communiste, membre des Brigades Internationales, clandestin à Altura (Espagne) pendant dix ans avant de revenir à Thuir[1];
- Roger Crusat (1917-1994) : artiste peintre ;
- Christian d'Oriola (1928-2007) : escrimeur, double champion olympique individuel et par équipe ;
- Josette Torrent (1930-)) : résistante;
- Marcel Oms (1931-1993) : historien du cinéma, fondateur du ciné-club devenu l'Institut Jean-Vigo ;
- Jean-Claude Rolland (1931-1967) : acteur ;
- Marie-Josée Roig (1938-) : maire d'Avignon, ancienne ministre ;
- André Bach (1943-2017) : général et historien français ;
- Louis Creixell (1944-1996) : linguiste catalan ;
- Charlotte Julian (1951-) : chanteuse et actrice ;
- Dominique Bona (1953-) : écrivaine, membre de l'Académie française ;
- Daniel Tosi (1953-) : compositeur et chef d'orchestre, directeur du Conservatoire à rayonnement régional de Perpignan ;
- Serge Llado : chansonnier, membre de la bande à Ruquier ;
- Jacqueline Irles (1957-) : femme politique ;
- Jean Bassères (1960-) : directeur général de Pôle emploi ;
- Bruno Giner (1960-) : compositeur ;
- Joan-Daniel Bezsonoff (1963-) : romancier de langue catalane ;
- Joan-Lluís Lluís (1963-) : romancier de langue catalane ;
- Paul Pairet (1964-), chef français ;
- Pascal Baills (1964-) : footballeur professionnel puis entraîneur ;
- Isabelle Pasco (1966-) : actrice ;
- Cali (1968-) : chanteur ;
- Alain Ruiz (1969-) : écrivain ;
- Bruno Alicarte (1972-) : footballeur professionnel ;
- Hervé Alicarte (1974-) : footballeur professionnel ;
- Arnaud Crampon (1975-) : humoriste français ;
- Lionel Torres (1975-) : archer ;
- Mathieu Madénian (1976-) : humoriste ;
- Nicolas Mas (1980-) : rugbyman ;
- Jean-Daniel Padovani (1980-) : footballeur professionnel ;
- Frédérick Bousquet (1981-) : nageur français ;
- David Marty (1982-) : rugbyman ;
- Frédéric Molas, dit le « Joueur du Grenier » (1982-) : testeur français de jeux vidéo sur internet ;
- Claire Lindner (1982-) : artiste céramiste ;
- Simon Fourcade (1984-) : biathlète ;
- Jérôme Porical (1985-) : rugbyman ;
- Némir : rappeur ;
- Luce (1990-) : gagnante de la Nouvelle Star en 2010 ;
- Sabri Alliche (1991-) : judoka français ;
- Christelle Roca (1991-) : Miss Cerdagne-Roussillon 2011 pour Miss Prestige National, Miss Prestige National 2012 ;
- Nasser Sari dit Nasdas (1996-) ː influenceur français le plus suivi sur Snapchat
- Doriane Escané (1999-) : grand espoir du ski alpin français.
- Loévan Parand (1999-) : skieur alpin français.

## Lieu de résidence
- Sanche Ier (XIIIe s. -1324), roi de Majorque ;
- Augustin-Joseph de Mailly (1708-1794) : lieutenant général, puis commandant en chef en Roussillon, maréchal de France ;
- François Arago (1786-1853) : physicien, astronome et politique libéral qui a œuvré à l’abolition de l’esclavage dans les colonies françaises en 1848, né à Estagel. La ville compte nombre de lieux nommés en son honneur, dont un lycée (lycée François-Arago) et une place où trône sa statue.
- Georges Sorel (1847-1922) : philosophe et sociologue, connu pour sa théorie de la violence et pour son engagement en faveur du syndicalisme révolutionnaire, séjourna à Perpignan de 1879 à 1892 en tant qu'ingénieur des Ponts et Chaussées et responsable des infrastructures hydrauliques du Roussillon ainsi qu'auteur d'écrits d'histoire locale concernant le pont de Céret ou la Révolution française ;
- Le maréchal Joffre (1852-1931) : né à Rivesaltes, il y fit la première partie de ses études secondaires ;
- Aristide Maillol (1861-1944) : sculpteur ayant suivi ses études au lycée Saint-Louis-de-Gonzague à Perpignan ;
- Raoul Dufy (1877-1953) : qui séjournait dans l'appartement prêté par son médecin, rue de l'Ange, dont une toile est exposée au musée Hyacinthe-Rigaud ;
- Pablo Picasso (1881-1973) : artiste ayant séjourné de nombreuses fois entre 1950 et 1953 à l’hôtel de Lazerme (actuel musée Hyacinthe-Rigaud) et de 1953 à 1955 à l'atelier de céramiques Sant Vicens ;
- Jean Lurçat (1892-1966) : À partir de 1951, il séjourne régulièrement à Sant Vicens, le centre de poterie créé par Firmin Bauby. Il y travaille la céramique, dont certaines sont exposées au musée Hyacinthe-Rigaud ;
- Ludovic Massé (1900-1982) : romancier (Grasset, POL..) ami de Raoul Dufy, Jean Dubuffet, a vécu au 29 rue Vauban de 1937 à 1982 ;
- Salvador Dalí (1904-1989) : inspiré par sa visite du 27 août 1965, déclara que la façade de la gare de Perpignan était le « centre cosmique du monde »[2]. Il désigna aussi sur le parvis de la gare un « chou »[réf. nécessaire]. Son voyage prend fin à l'atelier de céramiques Sant Vicens[3] ;
- Charles Trenet (1913-2001) : poète et chanteur.[Quand ?] ;
- Claude Simon (1913-2005) : écrivain phare du Nouveau Roman, prix Nobel de littérature, est élevé à Perpignan par sa mère. Il effectue ses études secondaires au lycée François-Arago de Perpignan (une promotion y est d'ailleurs nommée en son honneur). Il retourna y vivre à plusieurs reprises, notamment au no 12 de la Rue de la Cloche d'Or, où une plaque commémorative fut apposée en rappel de ses nombreux séjours ;
- Antonina Rodrigo (1935-) écrivaine espagnole républicaine, a vécu en exil à Perpignan avec son mari l'écrivain catalan Eduardo Pons (1920-2007) ;
- Dani (1944-) : chanteuse pop ayant vécu à Perpignan ;
- Denis Dufour (1953-) : compositeur de musique instrumentale, vocale, électroacoustique et acousmatique, il a enseigné la composition, assisté de Jonathan Prager, au Conservatoire à rayonnement régional de Perpignan de 1995 à 2014. Il y a également fondé et dirigé l'ensemble instrumental et électroacoustique Syntax. Il a résidé au 11 rue Paul de Lamer, puis au 69 avenue du commandant Ernest Soubielle ;
- Shakira (1977-) : chanteuse pop colombienne d'origine catalane[4] ;
- Balbino Medellin (1979-) : chanteur de pop français ayant passé son enfance à Perpignan, expérience qu'il chante dans son tube Perpignan ;

## Décès à Perpignan
- Philippe III le Hardi (1245-1285) : roi de France ;
- Michel Joseph de Vialis (1729-1802), député de la noblesse de la sénéchaussée de Toulon aux États généraux de 1789.
- Claude-Joseph Buget (1770-1839) : général des armées de la Révolution et de l'Empire ;
- Marie Auguste Pâris (1771-1814) : général de la Révolution française et de l'Empire ;
- Albert Saisset, dit Oun Tal ou Un Tal, (1842-1894) : poète français d'expression catalane ;
- Émile Labussière (1853-1924) : ancien maçon de la Creuse, maire de Limoges ;
- Josep Sanyas militaire et poète français ;
- Maurice Leblanc (1864-1941) : écrivain français, auteur de la série des Arsène Lupin ;
- Sara Llorens (1881-1954), universitaire et écrivaine catalane, pionnière de l'étude des traditions et des arts populaires de la Catalogne ;
- Charles Bauby (1898-1971) : poète, promoteur de la culture catalane, fondateur de la revue La Tramontane
- Balbino Giner (1910-1976) : artiste peintre ;
- Louis Rivié (1911-1994), résistant français, Compagnon de la Libération ;
- André Varnier (1914-1949), résistant français, Compagnon de la Libération ;
- Adelita del Campo (1916-1999), née Adela Carreras Taurà, danseuse, actrice et résistante républicaine espagnole ;
- Antonio Téllez (1921-2005), historien libertaire et résistant espagnol ;
- Paul Mauriat (1925-2006) : chef d'orchestre français ;
- Pierre Maguelon (1933-2010) : acteur français ;
- Yves Serra (1937-2004), professeur et juriste français, premier président de l'université de Perpignan de 1975 à 1980 ;
- Angélique Duchemin (1991-2017) : boxeuse française.